# Боны и покой
«Боны и покой» (чеш. Bony a Klid) — фильм режиссёра Вита Ольмера поставленный в Чехословакии в 1987 году, рассказывающий о тлетворном влиянии Запада и денег на подрастающее поколение. История рассказывает о простом парне, волею случая оказавшегося в банде, занимающейся незаконными валютно-обменными операциями, который пытается вернуть украденное, что сначала оборачивается шальными деньгами, а в финале — тюрьмой.
Название фильма обусловлено игрой слов: боны — разговорное название ваучеров магазина Tuzex, являвшихся в 1950-х—90-х годах неофициальной альтернативной валютой, и понятия «покой», «спокойствие» (имея боны, будешь спокоен). Чешское написание названия фильма является отсылкой к Бонни и Клайду.

## Сюжет
Действие происходит в социалистической Праге конца 1980-х. Молодой стажёр автомобильного завода «Škoda» Мартин приезжает в Прагу из небольшого городка Млада-Болеслав, чтобы обменять накопленные им и его друзьями деньги для покупки у немцев музыкальной аппаратуры, предназначенной для местной дискотеки. Первоначально молодой человек собирался менять их на марки ФРГ, однако позже согласился на доллары. Вернувшись из Праги, обнаруживается, что Мартина обманули, подсунув фальшивки. Все, даже работающий бригадиром в цехе автозавода отец, думают, что парень всех обманул и присвоил деньги.
Парень возвращается в столицу, чтобы найти обманщиков и вернуть деньги. Он идёт на место, где собираются фарцовщики и валютчики, где его чуть не избивают, но, предупредив, чтобы убирался, отпускают. Тогда Мартин пошёл в полицию, где, приняв заявление об обмане, ему объяснили, что деньги ему никто не вернёт, а за участие в незаконных валютных операциях его самого можно арестовать. Мартин всё равно не оставляет надежду вернуть деньги. Он опять возвращается к известному месту, однако молодого человека продолжают отправлять домой, а однажды в такси бесплатно отвозят прямо на вокзал. Дело кончается тем, что его избивают в каком-то дворе. Избиение случайно прекращает вышедшая из одной из квартир девушка, Ева. Несколько ночей Мартин тайком ночует у неё. Одновременно компания спекулянтов, у кого он пытался найти обманувшего его парня, «затягивает» его работать с ними.
Вскоре Мартин с компанией меняет валюту у иностранных туристов, арендует квартиру, живёт с Евой, фиктивно оформляется на работу в местный автосервис, чтобы выглядеть «добропорядочным» гражданином. Даже тот, кого Мартин искал — кто его недавно обманул, становится одним из его лучших друзей и «коллегой».
Примерно в это же время на след Мартина выходит его отец, встревоженный отсутствием сына. Наведавшись в автосервис, где Мартин числился сторожем, он выслушал совершенно разные отзывы от коррумпированного начальника сервиса и честного старика-сторожа.
Вскоре его друзья находят более прибыльный бизнес, чем просто обмен валюты — спекуляция импортными товарами, видеокассетами с порнографией и крупными суммами валюты, в результате чего деньги текут рекой. Но из-за разгульного образа жизни Мартина Ева с ним ссорится и пробует порвать взаимоотношения. Вскоре выясняется, что этот новый для шайки бизнес держит в руках некий Карел. Перейдя ему дорогу во время заключения нелегальной сделки по обмену валюты с производителями мяса, банда лишается практически всего. При этом выясняется, что Бини работает на Карела и сообщил ему информацию о готовящейся сделке. Банда Карела громит даже дома конкурентов и оставляет им только разбитый "Трабант". Попытка вернуть часть долга с цыганских дельцов тоже заканчивается провалом. Более того, полиция вызывает Мартина в связи с поданным им заявлением по поводу фальшивых денег. Выясняется, что вся шайка, все его «друзья» уже давно на примете у полиции. Мартин сообщает об этом своим «коллегам», пробует помириться с Евой и уезжает к себе домой после того, как его нашел отец. Вместе с ним в Млада-Болеслав из Праги сбегают и Рихард с Гарри, которые устраиваются работать грузчиками на складе автозавода.
Вскоре Мартин узнаёт по телевизору, что полиция ищет двух лиц, связанных с незаконными валютными операциями — как раз из его друзей. Увидевший объявление о поиске преступников отец Мартина тут же звонит в полицию, ведь он днем ранее видел Рихарда и Гарри на территории автозавода. Мартин бежит к ним и сообщает им о розыске. Но полиция уже подъезжает к общежитию, где эти двое скрывались. Троица пытается убежать, но Гарри падает с высоты и погибает. Всю шайку арестовывают, в том числе и Мартина. Ева помогает Мартину получить меньший срок, чем было положено, выдав Мартина за отца своей дочери. После оглашения приговора судья, выходя из зала, мирно беседует с подошедшим к нему Карелом.
По пути следования в тюрьму, в фургоне выясняется, что встреча Мартина и Евы была не случайной, о чем ему рассказывают Рихард с Бини. А она сама, хоть и работала официально в магазине продавцом, была девушкой по вызову. Ошеломленный Мартин приходит в ярость и пытается избить Рихарда, за что его бьют конвойные. Фургон с арестантами заезжает на территорию тюрьмы, ворота за ним захлопываются…
Фильм заканчивается сценой очередной толкучки у магазина «Tuzex», где спекулянты, как обычно, предлагают валюту и боны, а один из них даже задаёт вопрос: «А чего вы хотите?…»

## В ролях
- Ян Потмешил[чеш.] — Мартин Голц, автомеханик, впоследствии — валютный спекулянт
- Вероника Еникова[чеш.] — Ева, продавщица и валютная проститутка, возлюбленная Мартина
- Роман Скамене — Бини, спекулянт-алкоголик в шляпе
- Йозеф Недорост — Рихард Шиндлер, усатый спекулянт, обманувший Мартина
- Милослав Копечны — Банкир, спекулянт в очках, главарь банды
- Томаш Ганак[чеш.] — Иржи Дворжак, «Гарри»

## Съёмочная группа
- Сценарий — Радек Джон[чеш.], Вит Ольмер[чеш.]
- Режиссёр — Вит Ольмер[чеш.]
- Композитор — Ондржей Соукуп

## Музыка в фильме
- Frankie Goes to Hollywood:
  - The World is my Oyster
  - Relax
  - The Power of Love
- Сharles Shaw, Silvia Brown
  - I leave it up to you
  - Hold me baby
- Петра Яну[чеш.] — Nothing ever happens twice

## Дополнительные факты
- В 2014 году вышло продолжение фильма[чеш.] с теми же актёрами и героями. Сиквел не имел успеха в прокате.